# Port-au-Prince
Port-au-Prince je glavni grad i luka države Haiti.
Uz razvijenu kemijsku, tekstilnu, prehrambenu i drvnu industriju, znatna je i metalna industrija s brodogradnjom. Tu se nalazi sveučilište iz 1944., znanstveni i drugi instituti. Važno je čvorište željezničkih pruga i cesta. Postoji međunarodna zračna luka.

## Povijest
Port-au-Prince je osnovan 1749. od francuskih uzgajivača šećerne trske. 1770. zamijenio je Cap-Haitija kao glavni grad francuske kolonije i 1804. glavni grad nezavisne države Haiti. 1861. Port-au-Prince postaje sjediste Biskupije, a 1944. u njemu je osnovano prvo Sveučilište na Haitiju.
Od početka 2004. prevlada izvanredno stanje s odgovarajućim nemirima i nesigurnosću, koje imaju svoje središte u Port-au-Princeu.
Port-au-Prince je 12. siječnja 2010. u 16:53 sati pogodio težak potres jačine 7.0 MW. Epicentar je bio 16 kilometara jugozapadno od grada na oko 10 km dubine. Veliki broj objekata je oštećen ili uništen, haićanski dužnosnici procjenjuju da je stotine tisuća ljudi poginulo, možda i više od 100 000.

## Kultura
Nacionalna palača bila je jedna od ranih građevina u gradu, ali je bila uništena, a zatim obnovljena 1918. Ponovo je uništena potresom 12. siječnja 2010.
Cathédrale de Port-au-Prince je glasovito mjesto kulturnih interesa i stranih posjetitelja privlači svojim Neo-romantičnim arhitektonskim stilom.
Musée d'Art Haitija College du Saint-Pierre sadrži rad nekih najtalentiranijih umjetnika, a Musee National je povijesni muzej artefakata.
U Port-au-Princeu djeluje Centar za djecu bez roditeljskog staranja „Blaženi Alojzije Stepinac“.